# 塔爾米奇 (加利福尼亞州)
塔爾米奇（英語：Talmage）是位於美國加利福尼亞州門多西諾縣的一個人口普查指定地區。此地坐落著禪宗佛寺萬佛城。

## 地理
塔爾米奇的座標為39°08′00″N 123°10′04″W / 39.13333°N 123.16778°W，而該地最高點為海拔高度191米（即627英尺）。

## 人口
根據2010年美國人口普查的數據，塔爾米奇的面積為4.122平方千米，當中陸地面積為4.118平方千米，而水域面積為0.004平方千米。當地共有人口1130人，而人口密度為每平方千米274人。